# Classe Brin
La classe Brin di sommergibili fu una evoluzione della classe Archimede, con alcune modifiche secondarie come lo spostamento del cannone dalla piattaforma prodiera a quelle sopraelevata sulla falsatorre. Questa modifica in particolare non diede i risultati voluti, per cui posteriormente alla entrata in servizio il cannone venne spostato alla posizione originaria. I nomi di due delle unità riprendevano quelli di altre unità della classe Archimede.

## Le unità
| Nome              | Cantiere                        | Impostazione     | Varo             | Consegna         |
| ----------------- | ------------------------------- | ---------------- | ---------------- | ---------------- |
| Benedetto Brin    | Cantieri Navali Tosi di Taranto | 3 dicembre 1936  | 3 aprile 1938    | 30 giugno 1938   |
| Galvani (II)      | Cantieri Navali Tosi di Taranto | 3 dicembre 1936  | 22 maggio 1938   | 29 dicembre 1938 |
| Guglielmotti (II) | Cantieri Navali Tosi di Taranto | 3 dicembre 1936  | 11 novembre 1938 | 12 ottobre 1938  |
| Archimede (II)    | Cantieri Navali Tosi di Taranto | 23 dicembre 1937 | 5 marzo 1939     | 18 aprile 1939   |
| Torricelli (III)  | Cantieri Navali Tosi di Taranto | 23 dicembre 1937 | 26 marzo 1939    | 7 maggio 1939    |